# Oyuklu
Oyuklu (kurmandschi: Taqa) ist ein jesidisches Dorf im Südosten der Türkei. Das Dorf liegt ca. 10 km östlich von Midyat im gleichnamigen Landkreis Midyat in der Provinz Mardin. Der Ort befindet sich im Tur-Abdin-Gebirgszug in Südostanatolien.

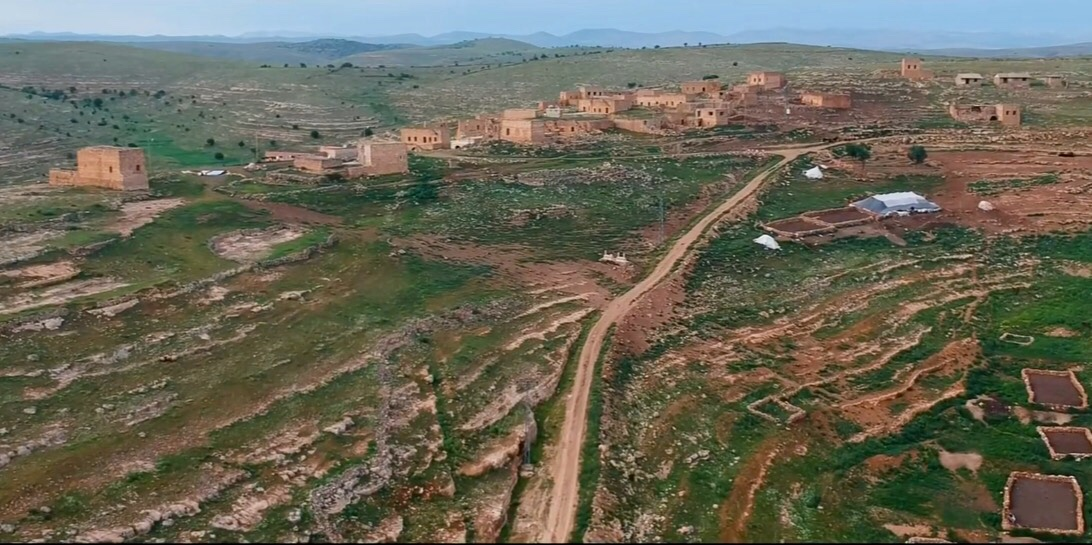
Blick auf Oyuklu (Taqa)

## Lage
Oyuklu  liegt ca. 1,3 km nordwestlich von Yenice (Xerabya). Nach Midyat im Nordwesten sind es ca. 8 km.

## Geschichte und Bevölkerung
Der ursprüngliche Name des Dorfes lautet Taqa (oder Taka). Durch die Türkisierung geographischer Namen in der Türkei wurden die Dörfer umbenannt. Oyuklu ist heute ein weitgehend verlassenes Dorf. Das Dorf hatte ausschließlich jesidische Bevölkerung.